# Sporobolus pungens
Sporobolus pungens — вид рослин родини Тонконогові (Poaceae). Синонім: Agrostis pungens. лат. pungens — «колючий»

## Опис
Стебла 10-40 см, висхідні або стелеться, гіллястий біля основи. Листові пластини 1,5-10 (-12) см х 1,5-5 (-6) мм. Волоті 2.5-6.5 см, від яйцеподібних до еліпсоїдних. Колоски від 2 до 3,3 мм. Цвіте з червня по вересень.

## Поширення
Середземномор'я (Південна Європа (у Португалії імовірно зник), Північна Африка, Західна Азія) та Макаронезія. Населяє прибережні піщані дюни.